# 2,4,6-三叔丁基苯酚
2,4,6-三叔丁基苯酚（英語：2,4,6-Tri-tert-butylphenol，缩写2,4,6-TTBP）是一种芳香化合物，相当于苯酚的氢被三个叔丁基基团取代，具有弱酸性，2,4,6-TTBP 与2,6-二叔丁基苯酚常温常压下都为无色固体，在工业中广泛用作抗氧化剂。